# Ptenomela confusa
Ptenomela confusa är en skalbaggsart som beskrevs av Soula 2002. Ptenomela confusa ingår i släktet Ptenomela och familjen Rutelidae. Inga underarter finns listade i Catalogue of Life.